# Vierambachtenboezem (water)
De Vierambachtenboezem is een boezem in de huidige Nederlandse gemeente Nissewaard. 

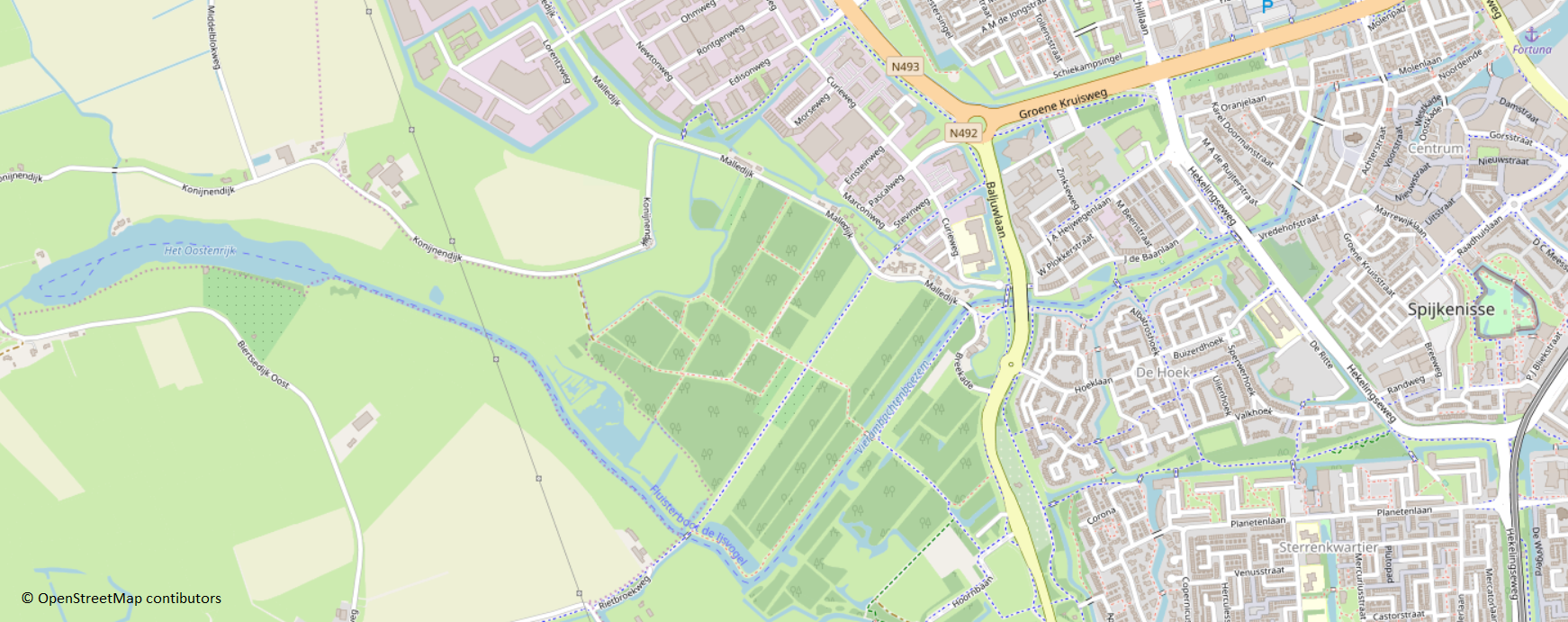
Het Oostenrijk en Vierambachtenboezem (2020)

## Geschiedenis
In de 16e eeuw besloten de vier ambachten van Geervliet, Biert, Simonshaven en Spijkenisse om gezamenlijk vanaf Het Oostenrijk (een groot water midden in de polder) een waterbergplaats en afvoerkanaal te graven: de Vierambachtenboezem. Sinds 1566 maalden watermolens het polderwater via deze boezem naar Spijkenisse. Daar werd het water bij eb in de haven van Spijkenisse geloosd en vervolgens in de Oude Maas. Via seinen met de wieken gaf de Spijkenisser watermolen bij zijn collega's aan wanneer zij konden malen en wanneer ze moest stoppen omdat het peil in de boezem te hoog werd.
Deze molens wachtten echter grote delen van het jaar op wind en konden dan niet malen. Hierdoor stonden de polders vaak blank. Toen in de 19e eeuw de stoomtechniek beschikbaar kwam, werden er stoomgemalen gebouwd. In 1868 kwam een stoomgemaal op de plek van een afgebrande windwatermolen in de Spijkenisser polder te staan, langs de Vierambachtenboezem, iets ten westen van de Zinkseweg. Deze was gebouwd door het polderbestuur van Spijkenisse. Later besloot het Hoogheemraadschap van Putten een gemeenschappelijk stoomgemaal voor de bemaling van de Vierambachtenboezem te stichten en wel bij de uitwateringssluis bij de haven van Spijkenisse. In 1881 werd de eerste steen gelegd, en in 1884 werd dit stoomgemaal, De Leeuw van Putten genaamd, in gebruik genomen. Via een buis onder het Noordeinde (en sinds 1975 ook onder de Schenkelweg) werd het water uit de Vierambachtenboezen naar de haven van Spijkenisse gepompt en stroomde het vervolgens de Oude Maas in. Daarna werden de watermolens overbodig en verdwenen ze uit het landschap. In 1948 schakelde De Leeuw van Putten over op elektriciteit, nadat aan het eind van de Tweede Wereldoorlog al een elektrische noodvoorziening moest worden gebruikt vanwege gebrek aan kolen. Dit gemaal en de Vierambachtenboezem zijn nog steeds in gebruik om het overtollige water uit de omliggende polders af te voeren. De boezem wordt tegenwoordig ook voor recreatieve doeleinden gebruikt.

## Geraadpleegde bronnen
- Water en brood in oud Spijkenisse / J. de Baan. - In: Spijkenisse, februari 1979, p. 9
- Het gemaal De Leeuw van Putten / Leen Hordijk. - In: Rondom de molen van Spijkenisse / Cees van Wijngaarden (samenst.), ...et al. - Spijkenisse: Stichting Centrum voor Regionale Geschiedenis 'Jan de Baan', 1999. - ISBN 90-805167-1-6. p. 29-65. [bevat een uitgebreide beschrijving van de voorgeschiedenis van het stoomgemaal]

## Fotogalerij Vierambachtenboezem
Foto's van de Vierambachtenboezem vanaf het begin tot het einde ervan. De foto's zijn steeds genomen in de richting van Spijkenisse en uiteindelijk de Schenkelweg, tenzij anders ("terugkijkje") is aangegeven.

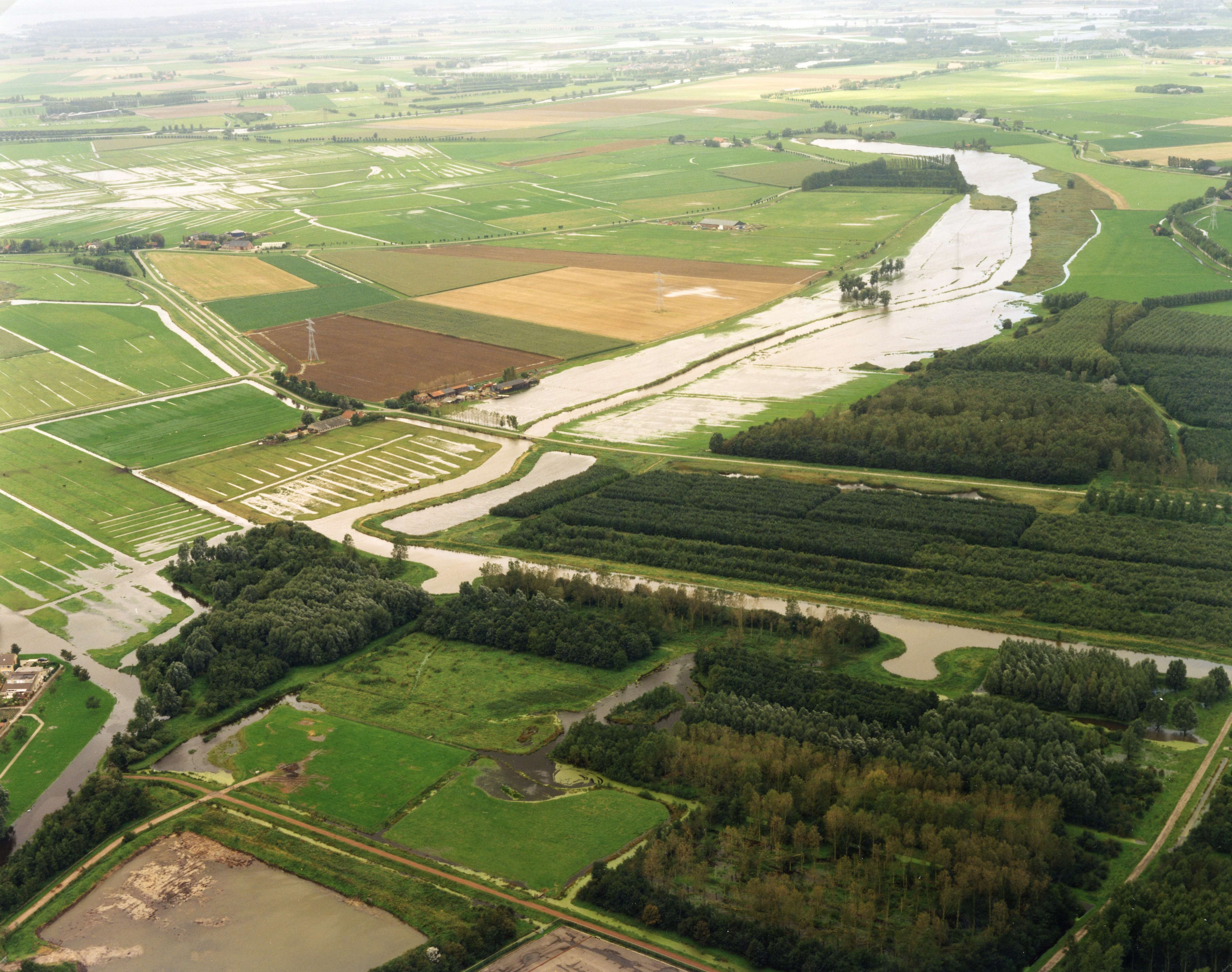
Het Oostenrijk (achterin) met begin Vierambachtenboezem die net onder het midden een bocht naar rechts maakt
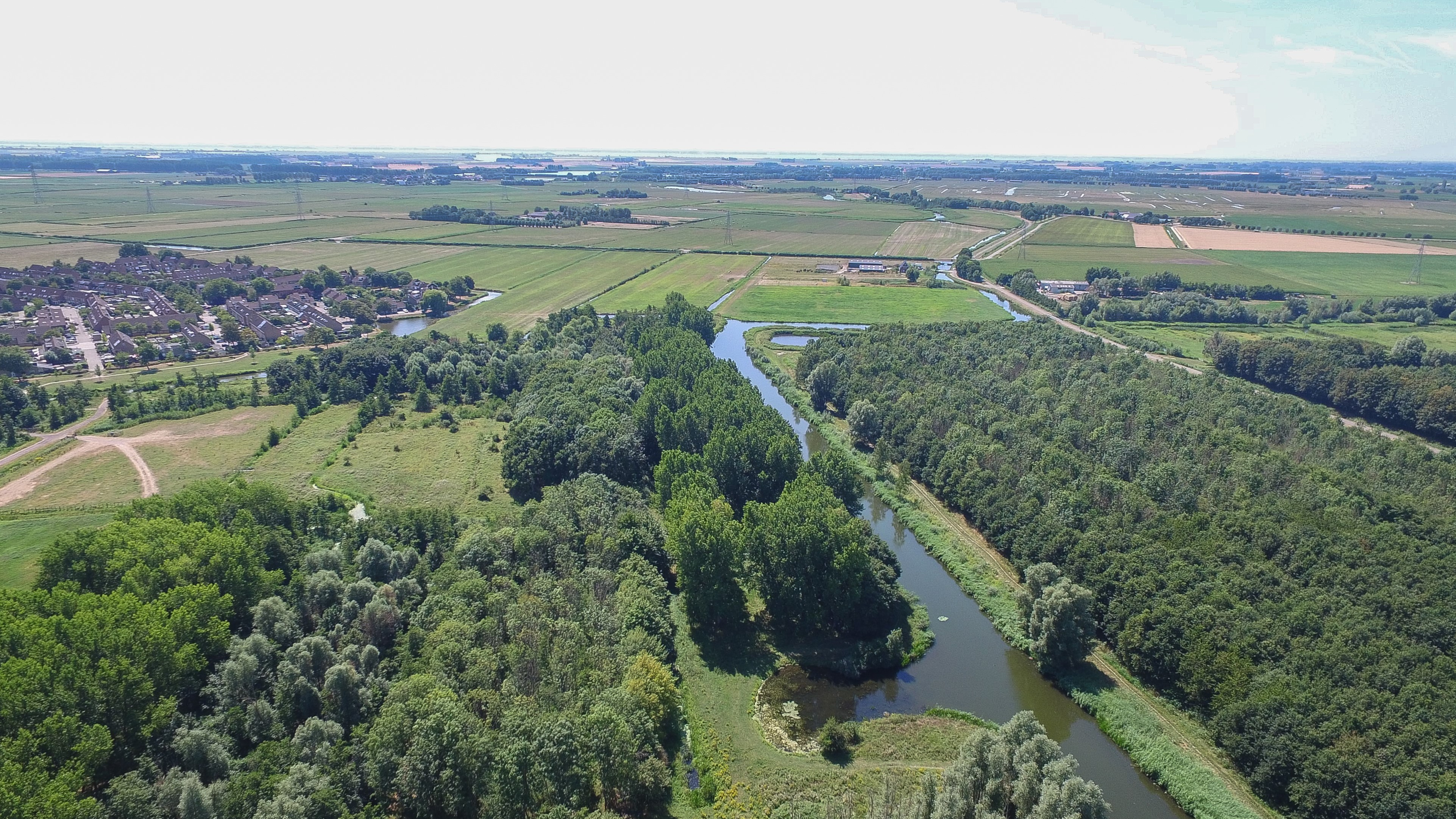
Terugkijkje, 2018. Rechts van de foto is Het Oostenrijk
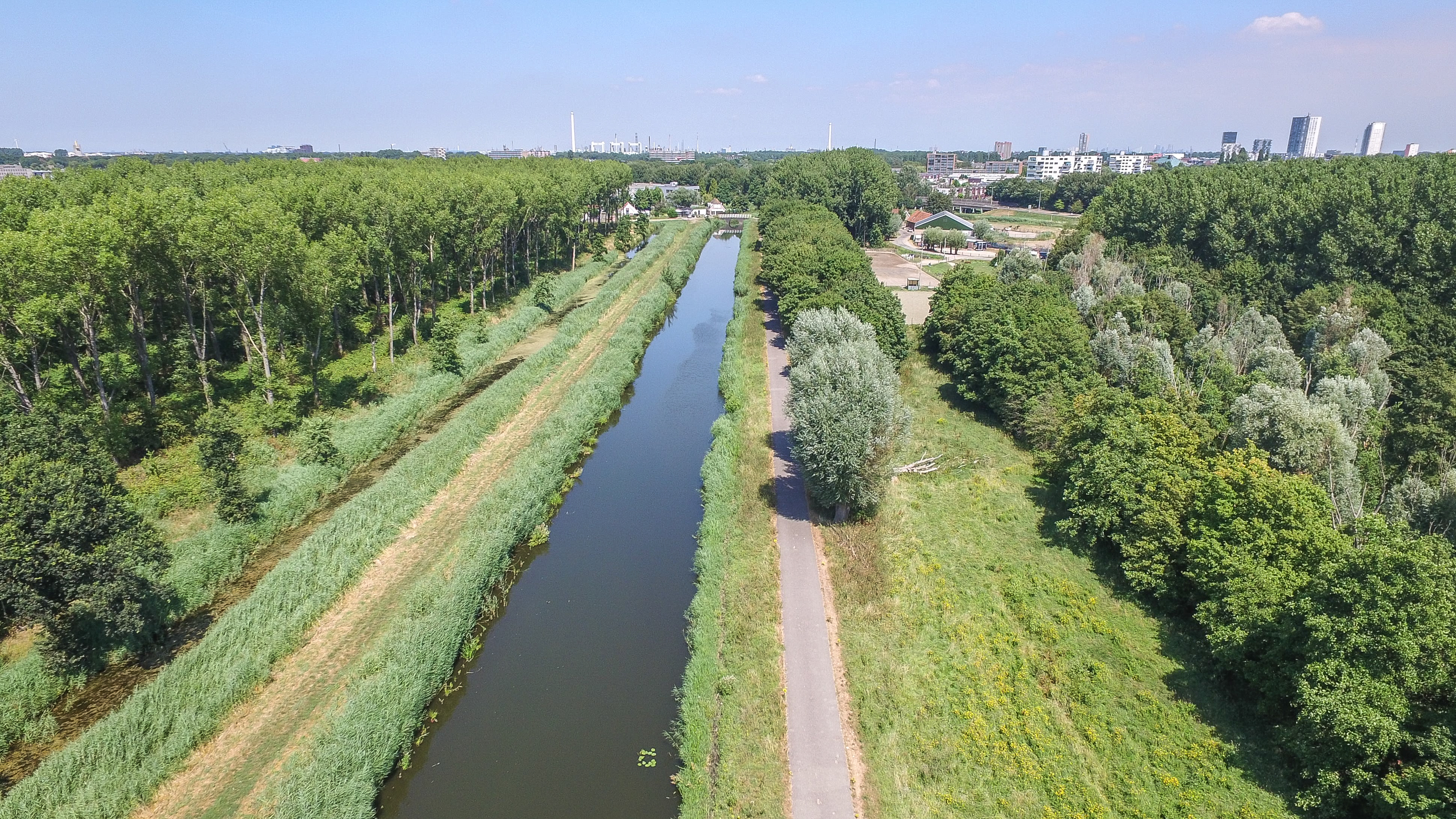
Links Mallebos, rechts Park Vogelenzang, 2018
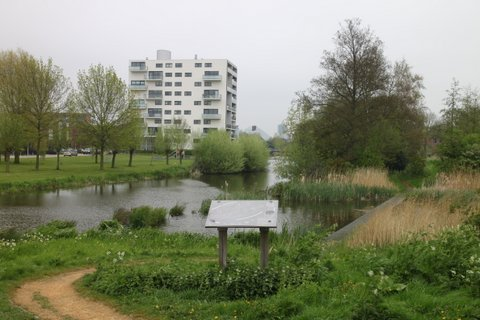
Aan de overkant de Jan de Baanlaan, 2012
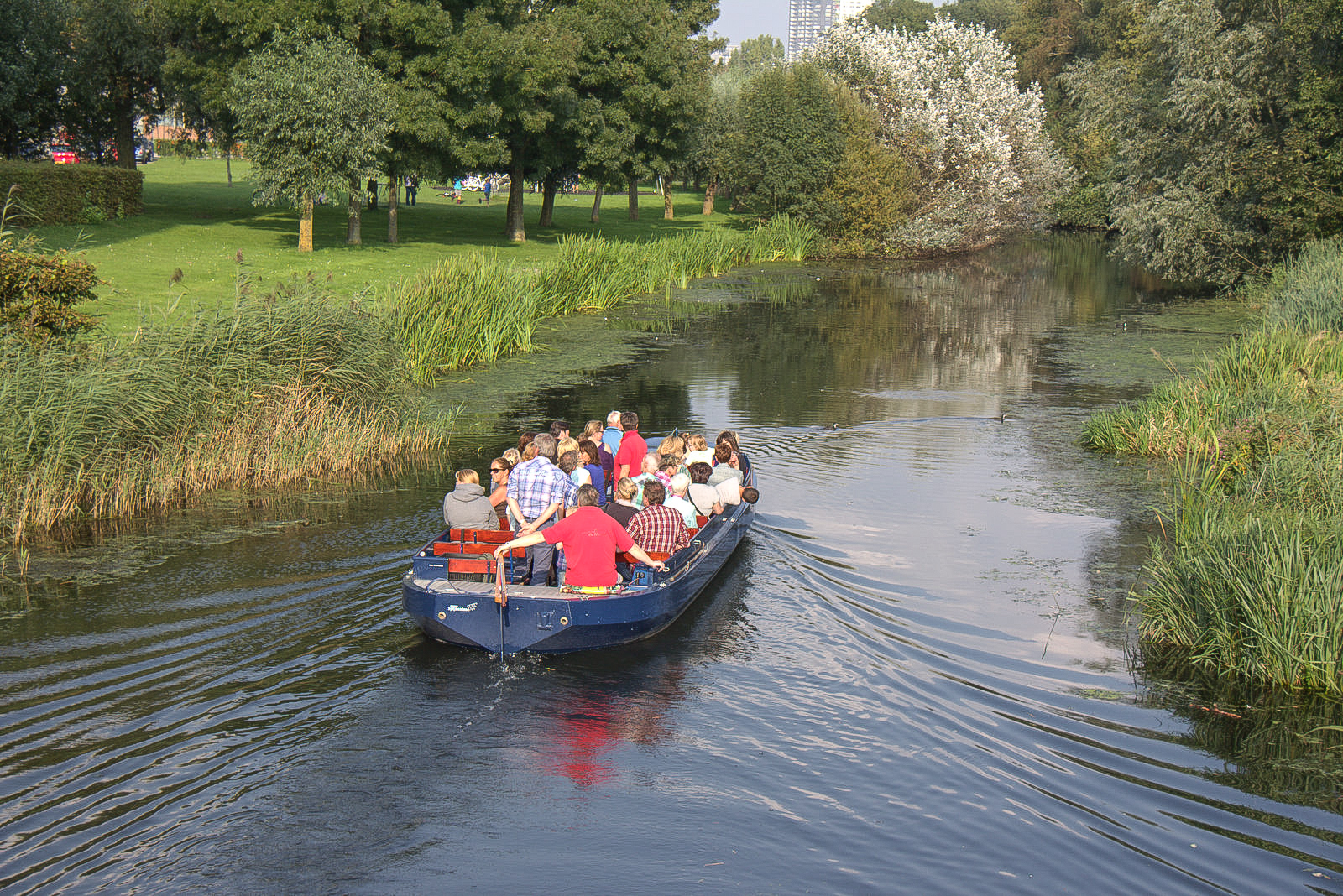
Fluisterboot tussen Baljuwlaan en Hekelingsweg, 2014
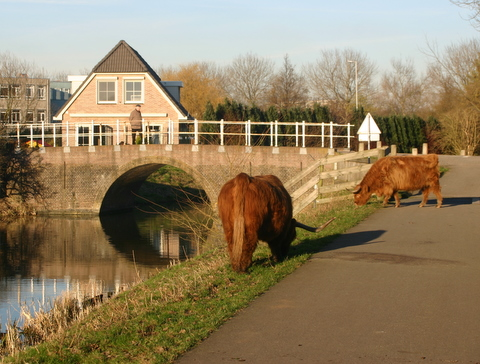
Heulbrug bij de Malledijk
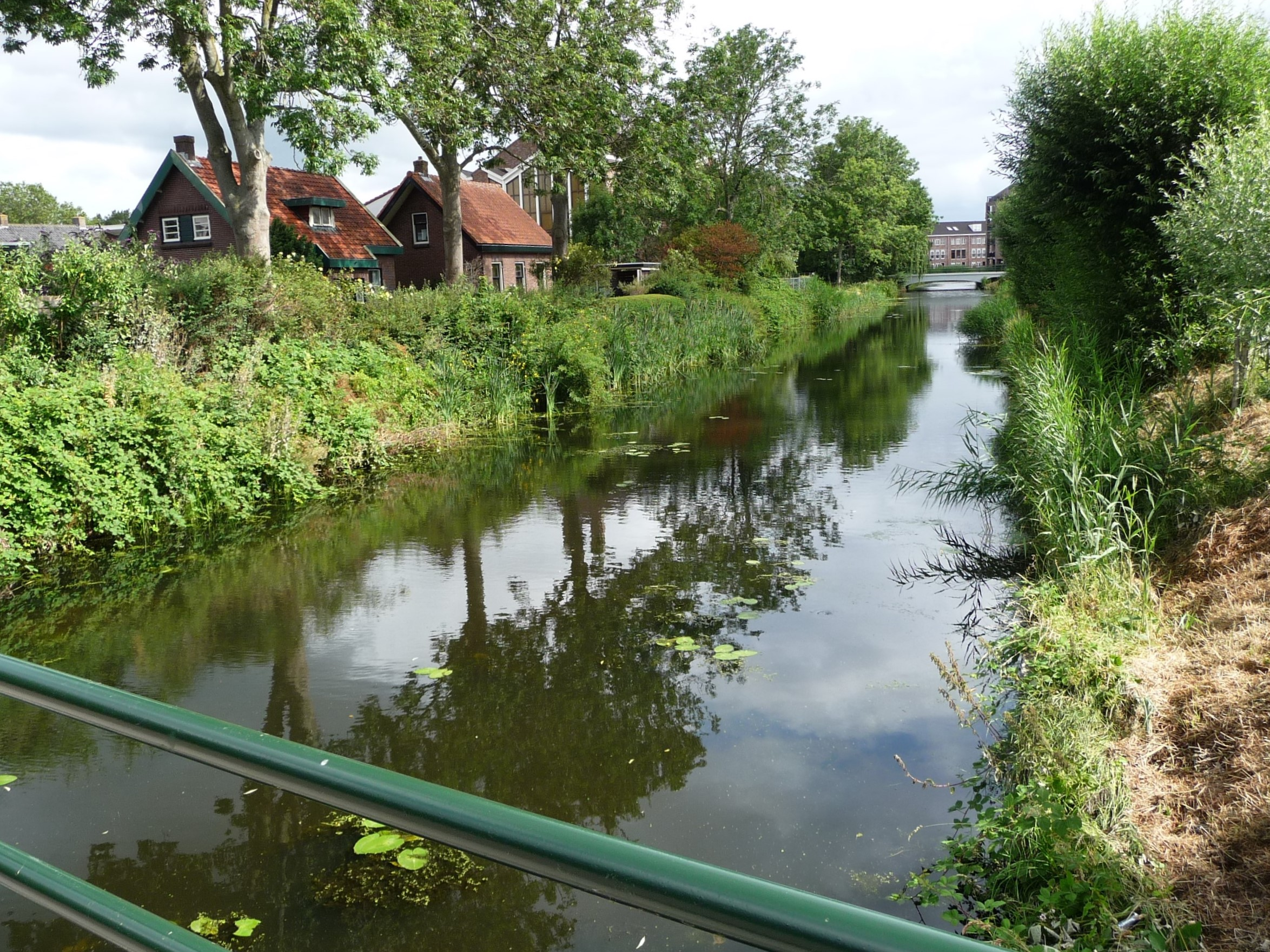
Van de 2e Heulbrug (Karel Doormanstraat) naar de brug over de Zijlstraat, 2019
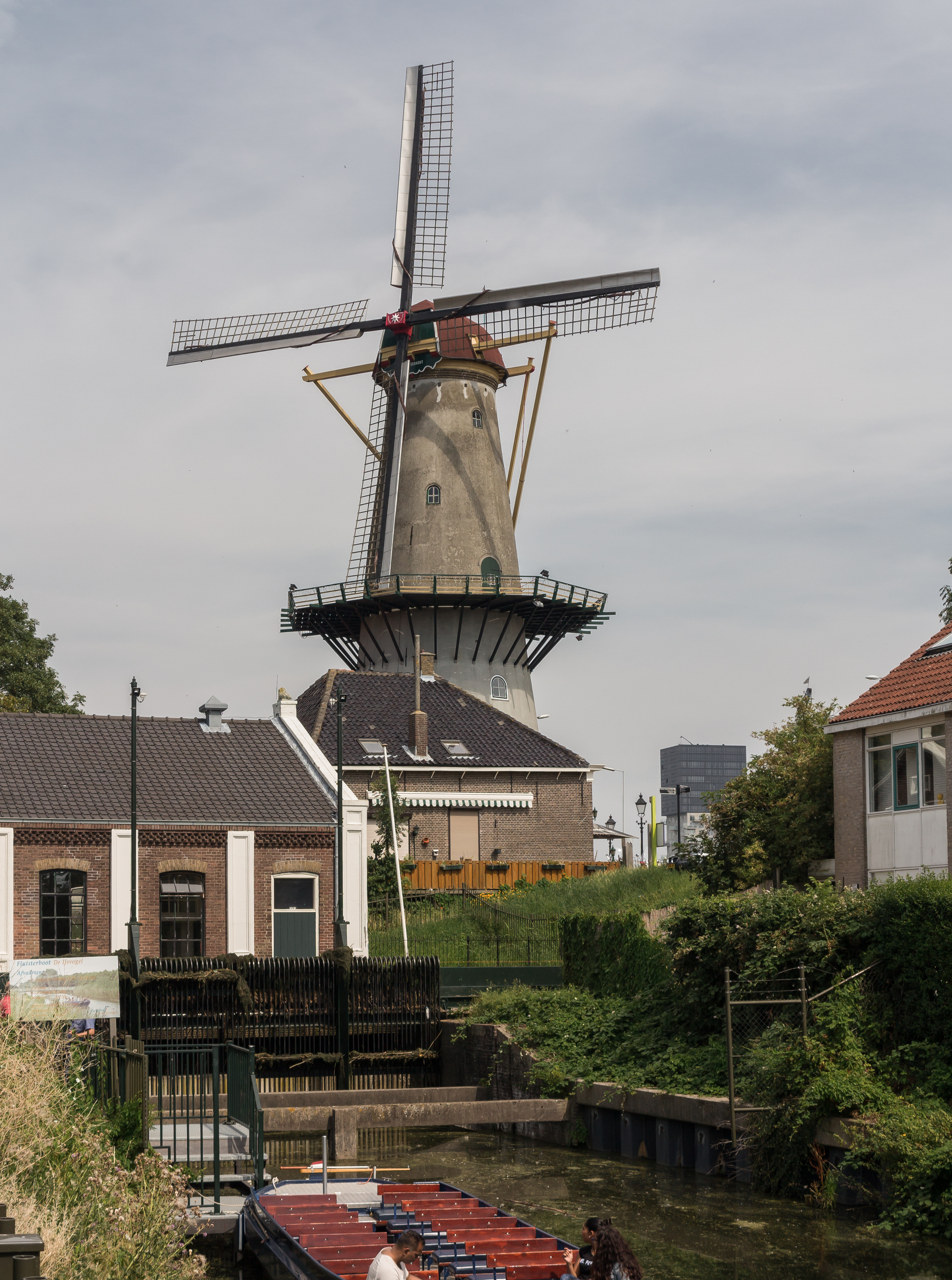
Einde van de Boezem bij De Leeuw van Putten, 2015
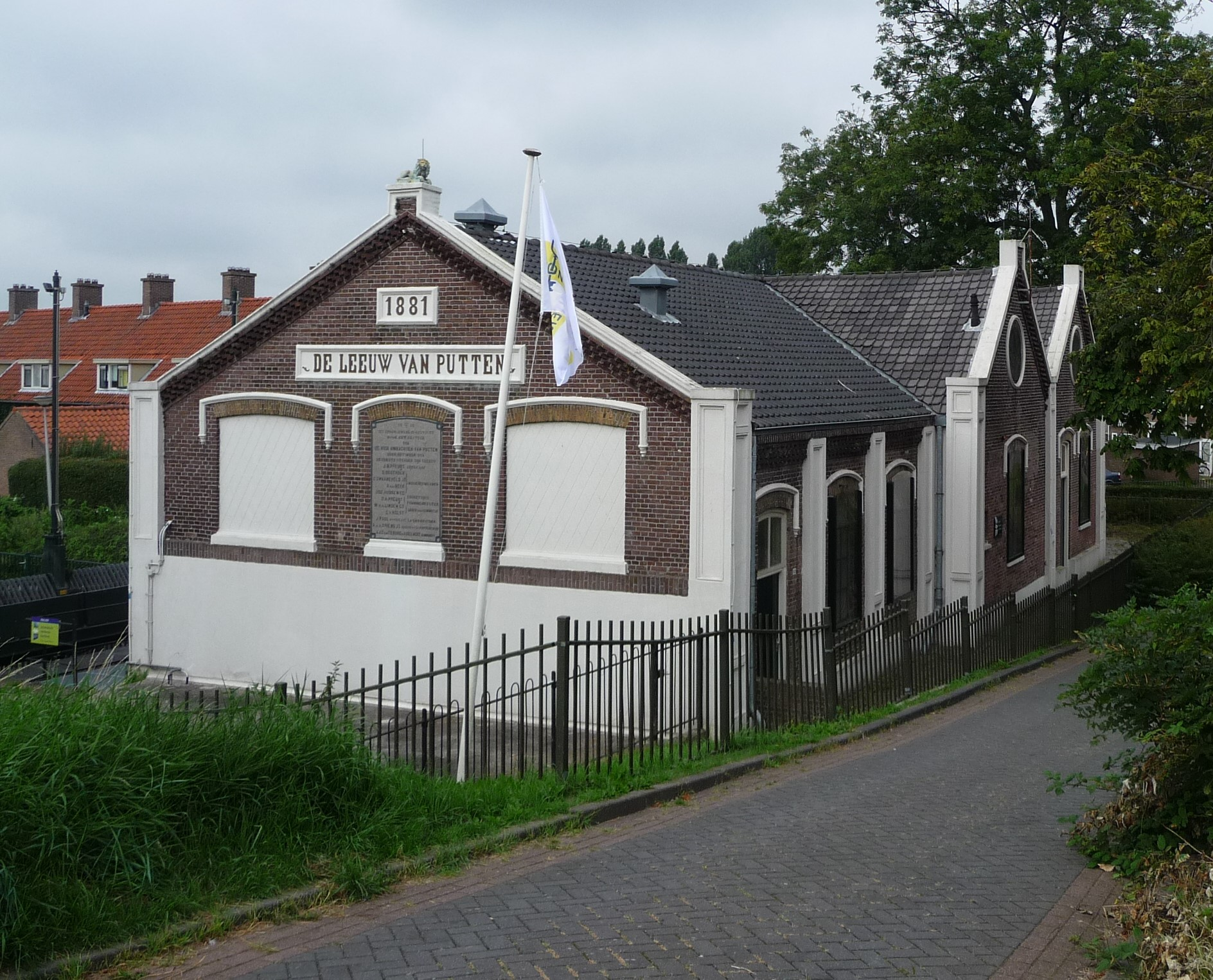
Het gemaal De Leeuw van Putten, 2021
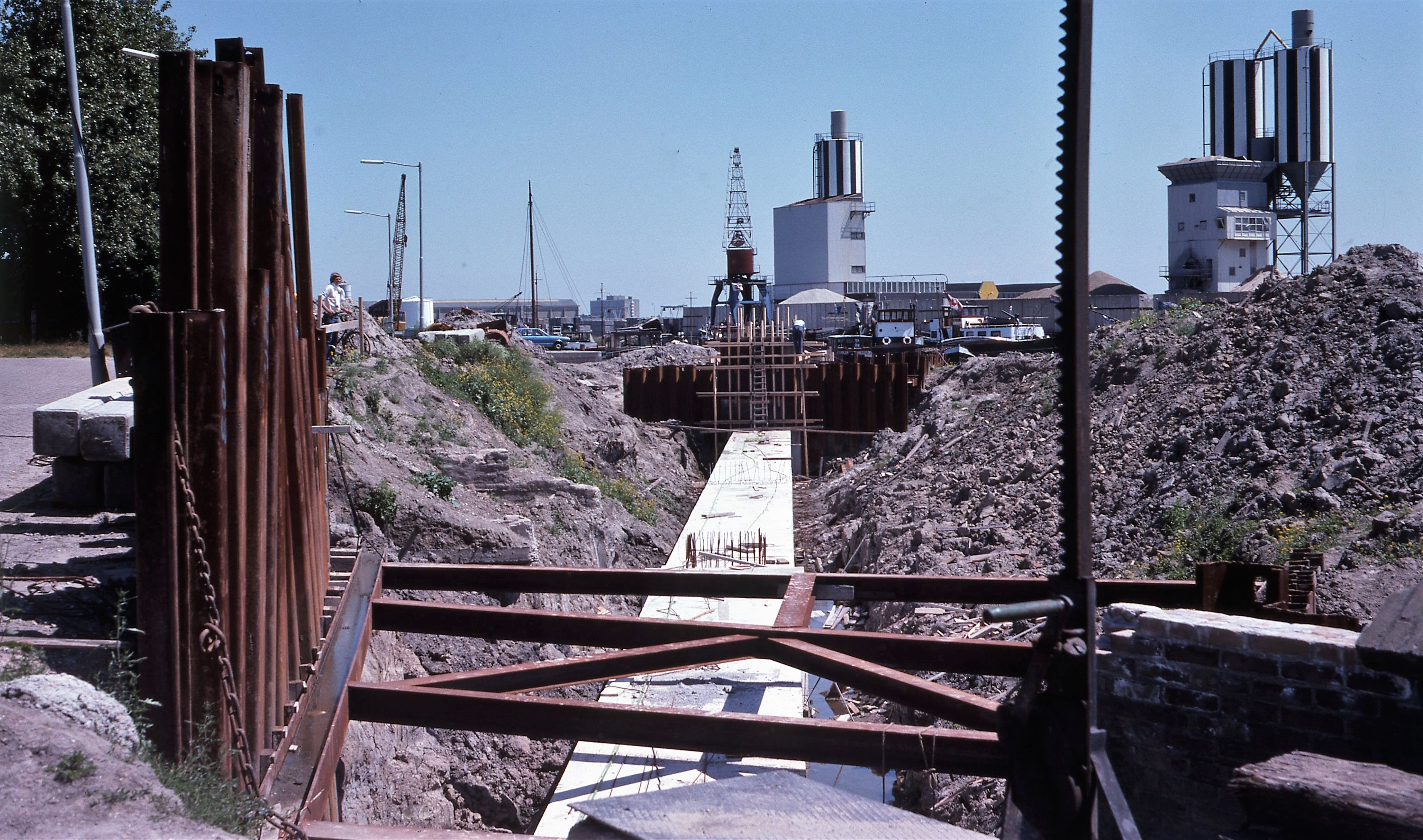
Buis onder Schenkelweg, aanleg 1975
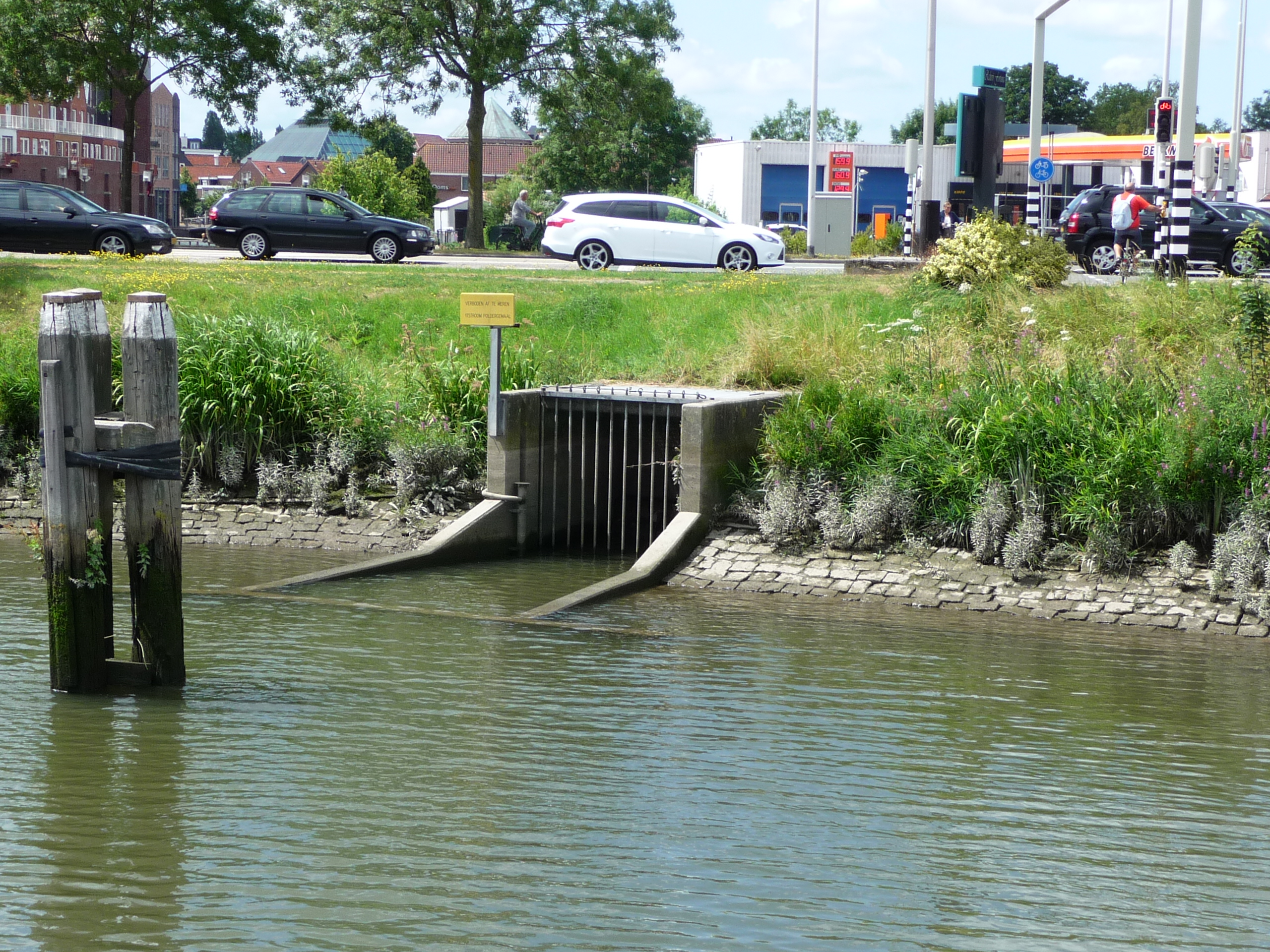
Uitstroom in de haven bij de Schenkelweg, 2019